# سفر محمود احمدی‌نژاد به نیویورک (۱۳۸۶)

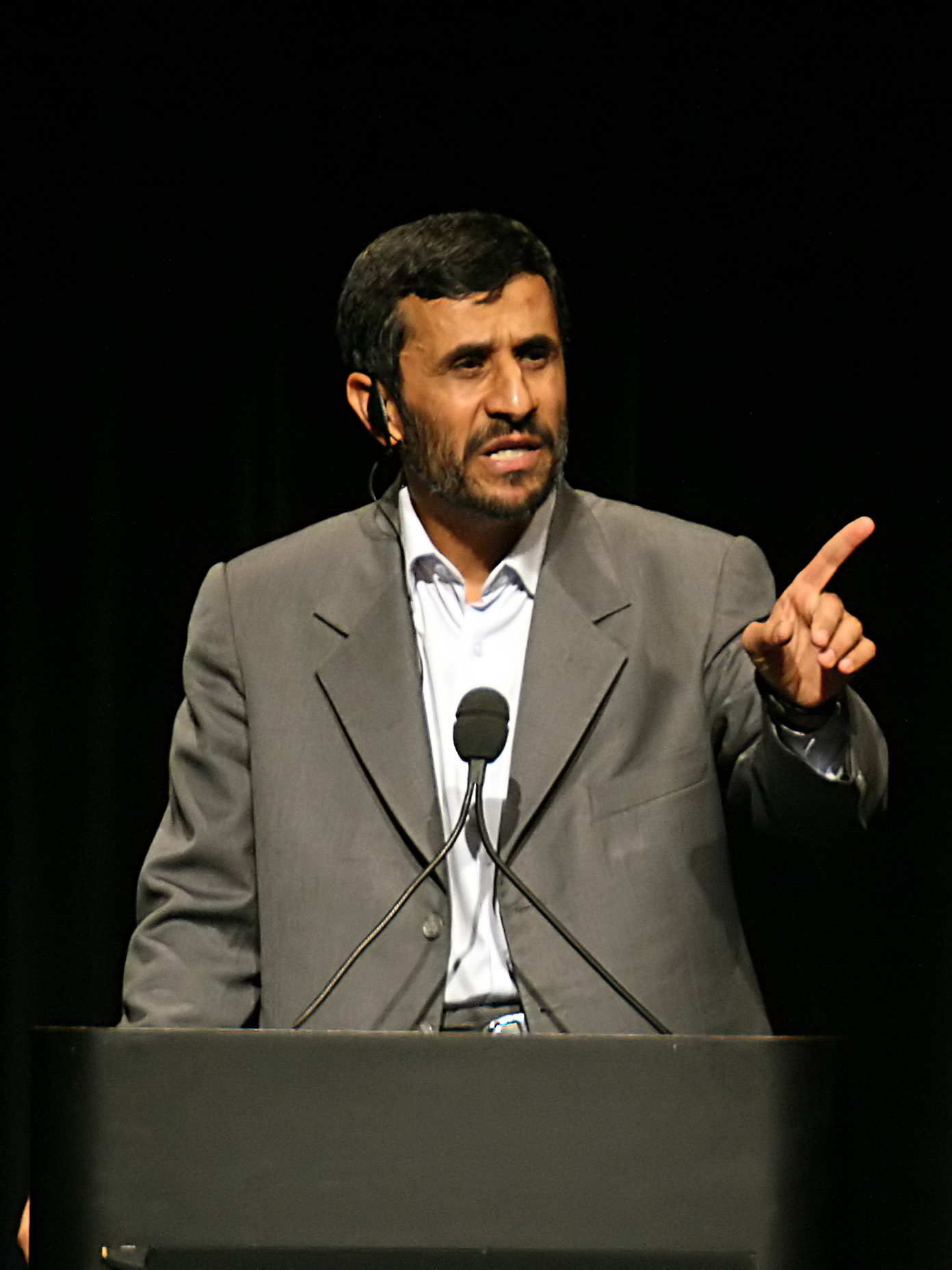
محمود احمدی‌نژاد در سال ۱۳۸۶ در دانشگاه کلمبیا در نیویورک سخنرانی کرد

محمود احمدی‌نژاد، رئیس‌جمهور وقت ایران صبح روز یکشنبه ۱ مهر ۱۳۸۶ برای شرکت در شصت و دومین اجلاس سالیانه مجمع عمومی سازمان ملل متحد همراه با هیئت عالی‌رتبه عازم نیویورک شد. او در سفر خود به نیویورک علاوه بر سخنرانی در اجلاس سالیانه مجمع عمومی سازمان ملل با تنی چند از رؤسای جمهور دیگر کشورها و نیز ایرانیان مقیم آمریکا دیدار و گفتگو کرد.

## پیشینه
سفر احمدی‌نژاد به نیویورک در حالی بود که دولت آمریکا با صدور روادید علیرضا معیری سفیر جمهوری اسلامی ایران و رئیس دوره‌ای نمایندگان کشورهای گروه ۱۵ در ژنو مخالفت کرد.
وی قرار بود جمعه هفته آینده در اجلاس وزرای خارجه این گروه که در حاشیه اجلاس مجمع عمومی سازمان ملل در نیویورک برگزار می‌گردد به عنوان رئیس این گروه گزارش فعالیت‌های سالیانه را ارائه کند که به دلیل عدم ارائه ویزا، نتوانست این کار را به انجام برساند.
وزارت خارجهٔ جمهوری اسلامی ایران، این اقدام را محکوم کرده و آن را «سوءاستفاده ابزاری از موضوع روادید» و استفادهٔ ابزاری از آن جهت محدود ساختن «زمینه‌های آزادانه فعالیت‌های سازمان ملل» دانست و خواستار تدابیر لازم برای جلوگیری از این گونه اقدامات مغرضانه و برگزاری اجلاسیه‌های مجمع عمومی در مکان مناسب شد.

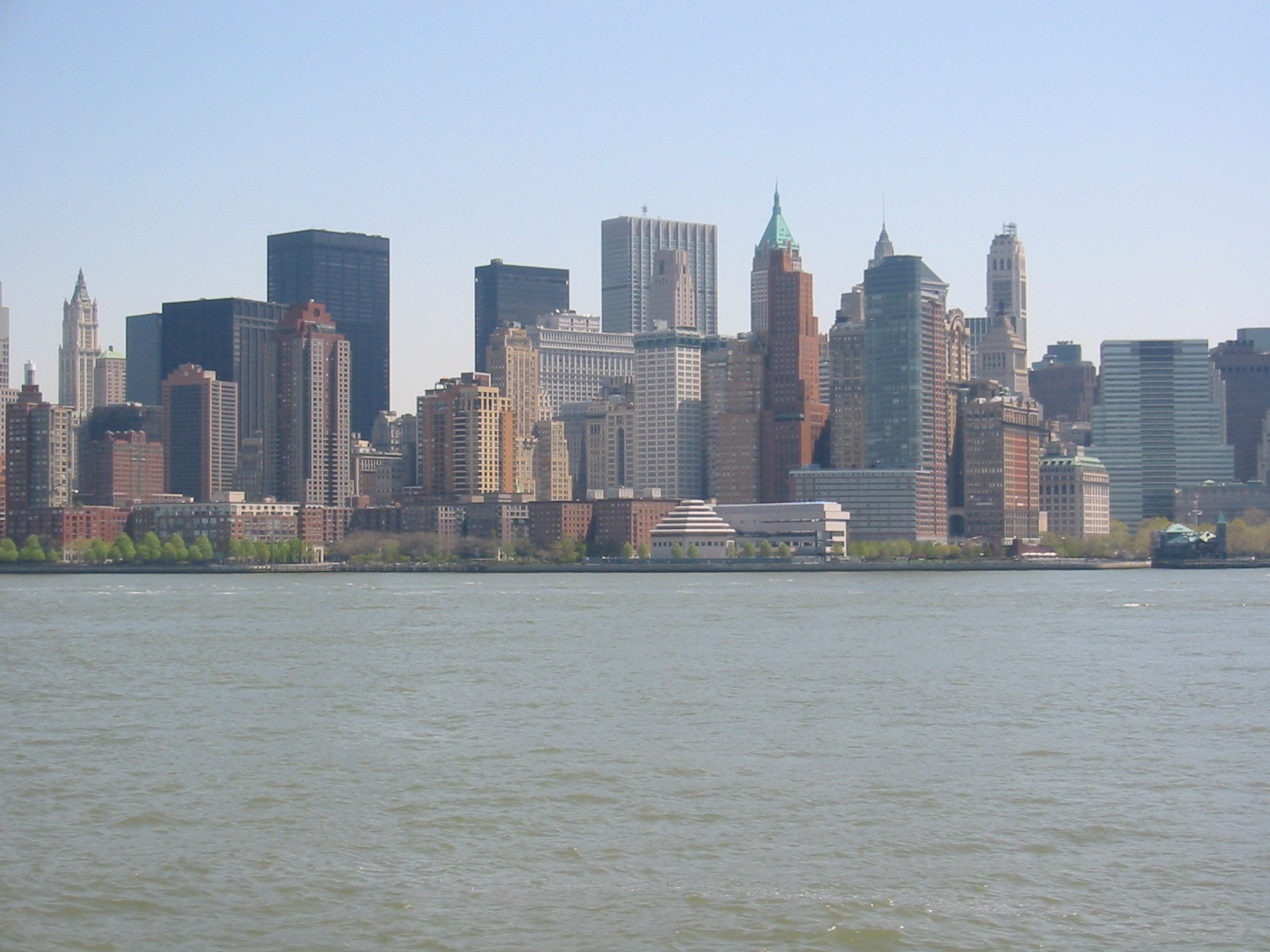
محل اقامت و دیدار رئیس‌جمهور ایران در نیویورک در محله منهتن قرار داشت.

محمود احمدی‌نژاد که از زمان آغاز دوره ریاست جمهوری‌اش سابقه دو بار حضور در اجلاس سران سازمان ملل متحد که هرساله در شهر نیویورک، ایالات متحده آمریکابرگزار می‌شود را داشت در دو سخنرانی قبلی خود در مجمع عمومی سالانه سازمان ملل عمدتاً سیاست‌های ایالات متحده آمریکا را هدف انتقادات تند قرار داده بود. تصمیم وی مبنی بر سومین حضورش در مجمع عمومی سالانه سازمان ملل و برنامه‌های اعلام شده از طرف وی مبنی بر تصمیم به بازدید از محل حملات ۱۱ سپتامبر و سخنرانی در دانشگاه کلمبیا موجی از جنجال و ابراز خشم و گاه ابراز شگفتی مسئولان آمریکایی را در پی داشت.
در طول سفر محمود احمدی‌نژاد به شهر نیویورک، صفحات اول تمامی روزنامه‌های نیویورک و دقایق اول تمامی شبکه‌های خبری رادیو - تلویزیونی آمریکا به محمود احمدی‌نژاد اختصاص داشت. هیچ‌یک از رهبران شرکت‌کننده در مجمع عمومی سالانه سازمان ملل این چنین مورد توجه و زیر ذره‌بین و انتقادات شدید رسانه‌ها قرار نگرفته‌اند.

## درخواست بازدید از محل حملات ۱۱ سپتامبر

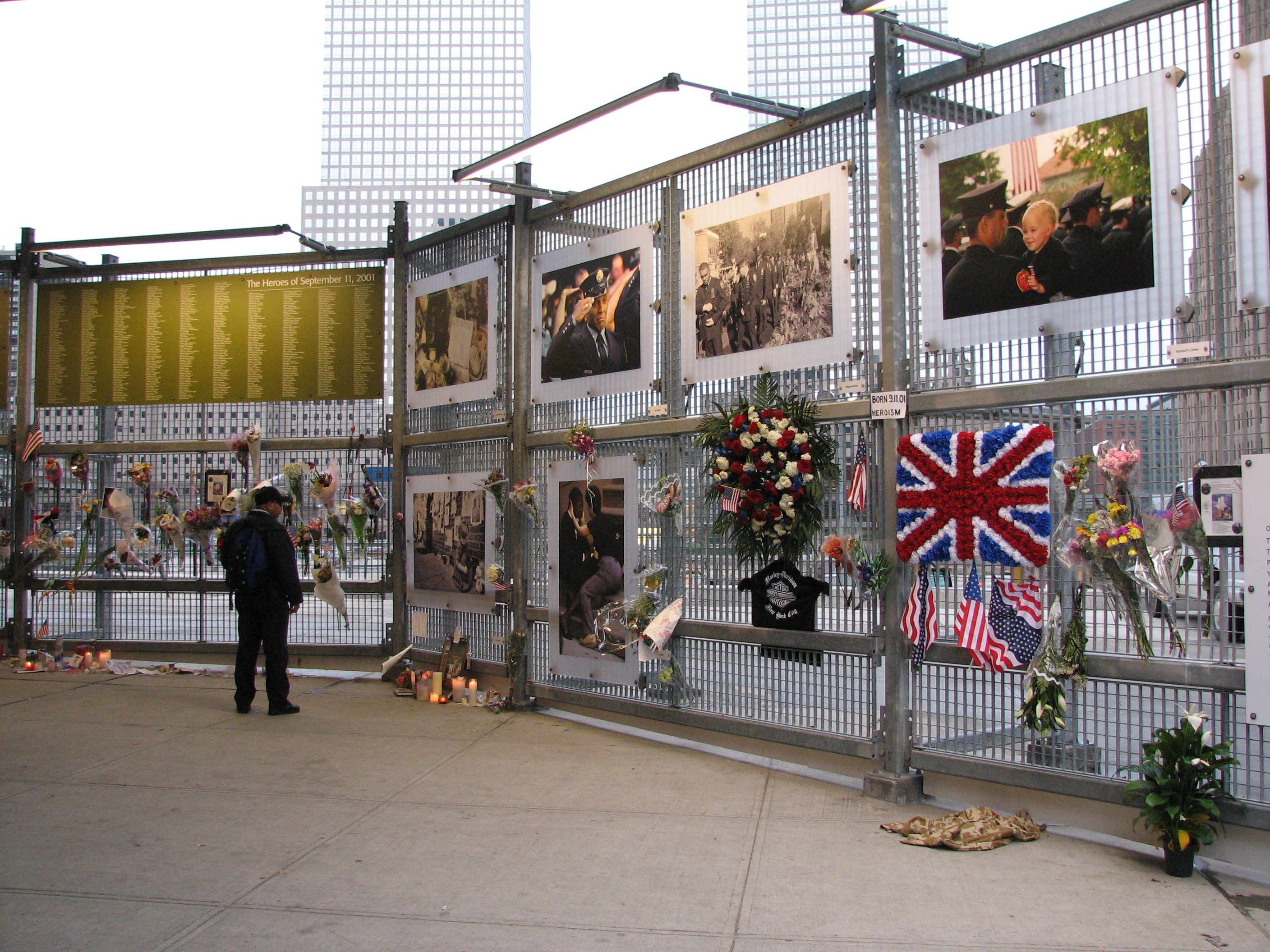
محلی که جهت بازدید محمود احمدی‌نژاد درخواست گردیده بود.

تصمیم محمود احمدی‌نژاد مبنی بر سومین حضورش در مجمع عمومی سالانه سازمان ملل باعث بروز جنجال‌هایی شد. از آن‌جمله می‌توان به درخواست وی به حضور و بازدید از محل حملات ۱۱ سپتامبر در شهر نیویورک اشاره کرد که در آن حملات تروریستی بیش از سه هزار آمریکایی کشته شدند. اعلام خبر فوق موجی از اعتراضات را در جامعه آمریکا برانگیخت. در همین حال بسیاری از اعضا و نمایندگان کنگره و سنا و همچنین نامزدهای مقام ریاست جمهوری پیش روی آمریکا همچون سناتور باراک اوباما، سناتور هیلاری کلینتون، سناتور فرد تامپسون، رودی جولیانی شهردار نیویورک و فرماندار میت رامنی با گرفتن مواضع یکسان به درخواست بازدید محمود احمدی‌نژاد از محل حملات ۱۱ سپتامبر واکنش نشان دادند.
گوردون جاندرو، سخنگوی کاخ سفید آمریکا، در اولین اظهار نظر گفت که «بازدید آقای احمدی‌نژاد از محل حملات ۱۱ سپتامبر در نیویورک مسئله‌ای است که به مقام‌های شهر نیویورک مربوط می‌شود، اما چنین درخواستی از سوی رئیس‌جمهور کشوری که دولت آن حامی اصلی تروریسم است خیلی خیلی عجیب است.»
در همین حال رودی جولیانی، شهردار وقت نیویورک در زمان حملات ۱۱ سپتامبر و نامزد کنونی مقام ریاست جمهوری آمریکا از حزب جمهوری‌خواه، با صدور بیانیه‌ای این درخواست را مایه «انزجار» توصیف کرد. وی نوشت: «این (محمود احمدی‌نژاد) مردی است که آمریکا و اسرائیل را تهدید کرده است، به پسر بن لادن و سایر رهبران القاعده پناه داده است، برای شورشیان عراقی سلاح می‌فرستد و در پی دستیابی به سلاح اتمی است. کمک به احمدی‌نژاد برای دیدار از محل حملات ۱۱ سپتامبر - محلی مقدس برای همه آمریکایی‌ها - مایه انزجار است.»
زلمی خلیلزاد، نماینده دائم آمریکا در سازمان ملل متحد نیز در یک مصاحبه مطبوعاتی گفت: «کشورش با استفاده از محل حملات ۱۱ سپتامبر که تعداد کثیری از مردم آمریکا جانشان را در آن از دست داده‌اند برای گرفتن «عکس تبلیغاتی» مخالف است.»
نهایتاً مقام‌های شهر نیویورک درخواست محمود احمدی‌نژاد را برای بازدید از محل حملات ۱۱ سپتامبر ۲۰۰۱ در این شهر رد کردند. سخنگوی پلیس نیویورک درخواست آقای احمدی‌نژاد برای بازدید از محل برج‌های مرکز تجارت جهانی که در جریان حمله تروریستی یازدهم سپتامبر فروریخت را به دلایل امنیتی و همچنین بسته بودن محل به روی بازدیدکنندگان به خاطر در جریان بودن عملیات ساختمانی را رد کرد.
پس از اعلام منع ورود احمدی‌نژاد از بازدید از محل حملات ۱۱ سپتامبر توسط مقامات شهر نیویورک، جرج دابلیو بوش رئیس جمهورآمریکا گفت که مخالفت مقامات نیویورک با بازدید آقای احمدی‌نژاد از محل حادثه یازدهم سپتامبر برای او قابل درک است. وی افزود: «می‌توانم بفهمم که آن‌ها چرا نمی‌خواهند کسی که کشوری را اداره می‌کند که دولتش حامی اصلی تروریسم است، را در آنجا بپذیرند. احمدی‌نژاد چندی بعد در یک سخنرانی در جمع مردم قم اظهار داشت که اگر حادثه ۱۱ سپتامبر عمداً توسط دستگاه‌های اطلاعاتی دولت آمریکا طراحی و اجرا نشده بود، چرا این کشور پس از چند سال هنوز اسامی قربانیان این حادثه را اعلام نکرده است؛ ولی پس از اینکه فهمید اسامی چند روز پس از حادثه اعلام شده و بر روی یک دیوار یادبود در همان محل نقش بسته و میلیون‌ها نفر نیز از آن بازدید کرده‌اند، تنها مشاور خود را که متن سخنرانی وی را تنظیم کرده بود از کار برکنار کرد.»
در همین حال، محمود احمدی‌نژاد در گفتگوی اختصاصی با برنامه آمریکایی «۶۰ دقیقه» که از شبکه تلویزیونی «سی.بی. اس» آمریکا پخش شد، نسبت به واکنش‌ها پیرامون قصد خود برای بازدید از محل حملات ۱۱ سپتامبر «ابراز شگفتی» کرد. وی در پاسخ به این سؤال که آیا بر درخواست خود پافشاری خواهد کرد، گفت که اگر مقام‌های محلی نمی‌توانند ترتیبات لازم را فراهم کنند، او «اصرار نخواهد کرد».
او در پرسش و پاسخی که پس از سخنرانی در دانشگاه کلمبیا در پاسخ به یکی از دانشجویان در بارهٔ بازدید از محل واقعهٔ ۱۱ سپتامبر گفت که هدف او از این بازدید، «ادای احترام و ابراز همدردی با قربانیان این حادثه» بوده است. او همچنین گفت که سال گذشته قصد داشت به این محل برود و ادای احترام کند، اما به دلیل فشردگی برنامه‌ها موفق به انجام این کار نشد. امسال که او قصد بازدید از این مکان را داشت، با واکنش بسیار بد و شدید مواجه شد. احمدی‌نژاد گفت که این که بازدید او را از این محل «توهین» بدانند، خودبینی است، و نیز این موضوع را مطرح کرد که پس از ۱۱ سپتامبر افغانستان و عراق اشغال شده و منطقه دچار «ناامنی، ترس و ترور» شده است؛ او گفت:
«اگر ریشه‌های ۱۱ سپتامبر به دقت بررسی شود و این که چرا این حادثه اتفاق افتاد و چه شرایطی منجر به آن شد و چه کسانی دقیقاً در آن دست داشتند، همه متوجه می‌شوند که چگونه جلوی بحران عراق را بگیرند و مشکل افغانستان و عراق را با هم حل کنند».

## سخنرانی در دانشگاه کلمبیا
دانشگاه کلمبیا یکی از دانشگاه‌های مشهور نیویورک به‌شمار می‌رود، و بسیاری از سران سیاسی و نظامی آمریکا، فارغ‌التحصیل آن هستند و بدین لحاظ، از اعتبار خاصی به لحاظ سیاسی برخوردار است. این دانشگاه پیش از استقلال آمریکا احداث شده، و پیش از این نام کینگ (King) را بر خود داشت.
این دانشگاه، به‌طور رسمی از محمود احمدی‌نژاد، ریاست جمهوری اسلامی ایران برای سخنرانی از این دانشگاه دعوت به عمل آورد. ریچارد بولیت استاد تحقیقات خاورمیانه و یکی از پایه‌گذاران این دعوت، دلیل حمایت خود از این دعوت را دو چیز می‌داند: اول این‌که پرسش و پاسخ و روبرو شدن با رهبران دنیا، (به خصوص رهبران مخالف که از زمان حضور فیدل کاسترو تا به حال بی‌سابقه بوده است) خود آموزش مناسبی به‌شمار می‌رود، و دوم این که لغزش به سوی جنگ که در رسانه‌ها شدت یافته است، کاهش یابد.

### انتقادات به دعوت از احمدی‌نژاد در دانشگاه کلمبیا
اعلام برنامه محمود احمدی‌نژاد مبنی بر حضور در دانشگاه کلمبیا در نیویورک که یکی از مراکز پراعتبار آکادمیک در ایالات متحده آمریکا محسوب می‌شود، باعث بروز جنجال‌های وسیعی در سطح جامعه آمریکا شد.
تصمیم لی بولینجر رئیس دانشگاه کلمبیا که با توجه به استقلال مراکز علمی و آکادمیک در آمریکا، بر دعوت خود از محمود احمدی‌نژاد پافشاری می‌کرد، با مخالفت و اعتراض مطبوعات، دولتمردان و سیاستگذاران ایالات متحده مبنی بر درخواست لغو دعوت از محمود احمدی‌نژاد در جلسه پرسش و پاسخ، روبه‌رو شد.
از جمله رئیس شورای شهر نیویورک از دانشگاه کلمبیا خواست تا با لغو دعوتنامه محمود احمدی‌نژاد مانع «نفرت پراکنی» وی شود. کریستین کوئین گفت: «ایده حضور احمدی‌نژاد به عنوان مهمانی افتخاری در هر کجای این شهر برای همه نیویورکی‌ها توهین‌آمیز است». در همین حال مایکل بلومبرگ، شهردار نیویورک نیز گفت: «احمدی‌نژاد به حد کافی حرفهای پست و منزجرکننده زده است».

### سخنرانی

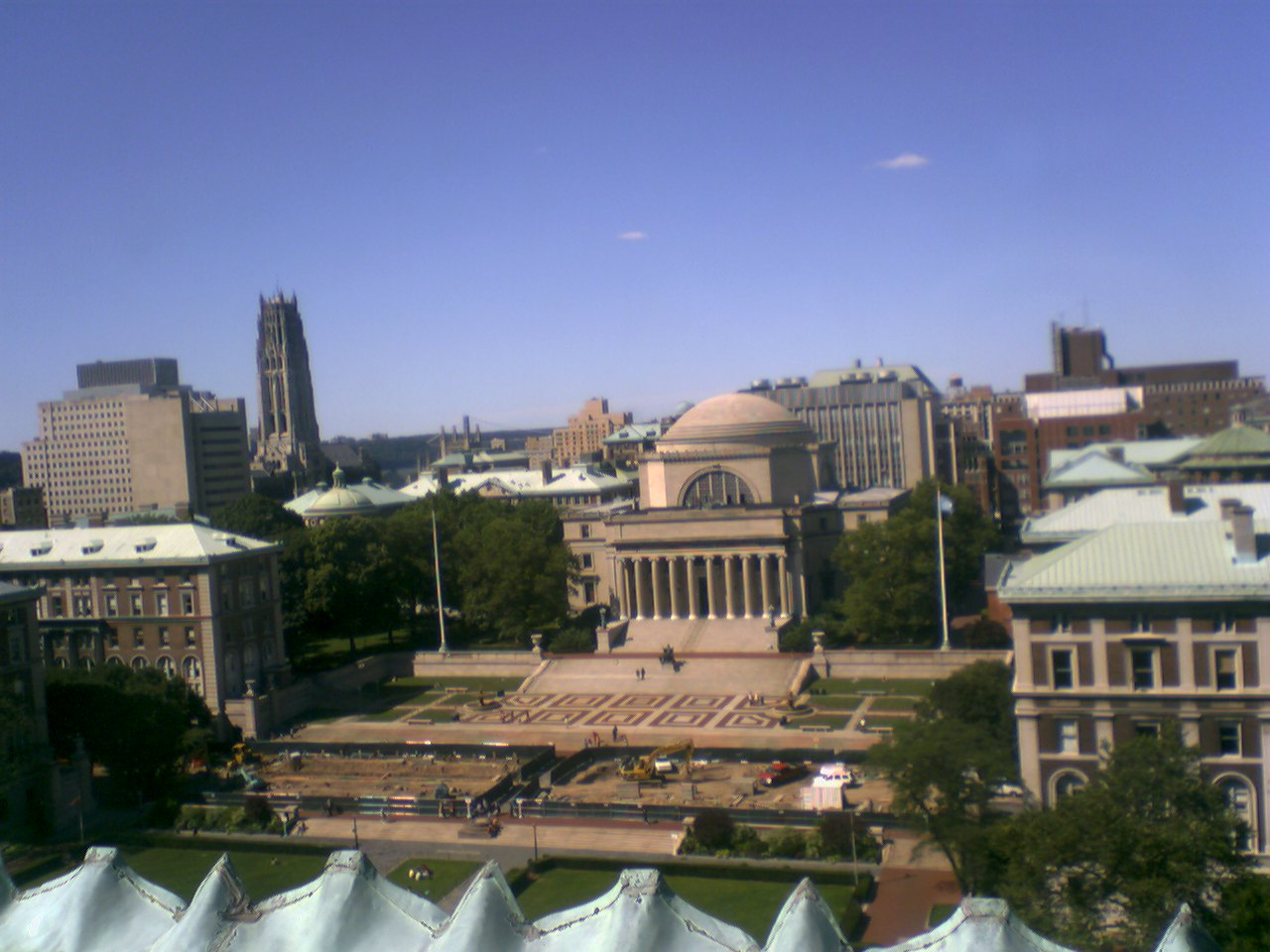
دانشگاه کلمبیا برجسته‌ترین دانشگاه شهر نیویورک است.

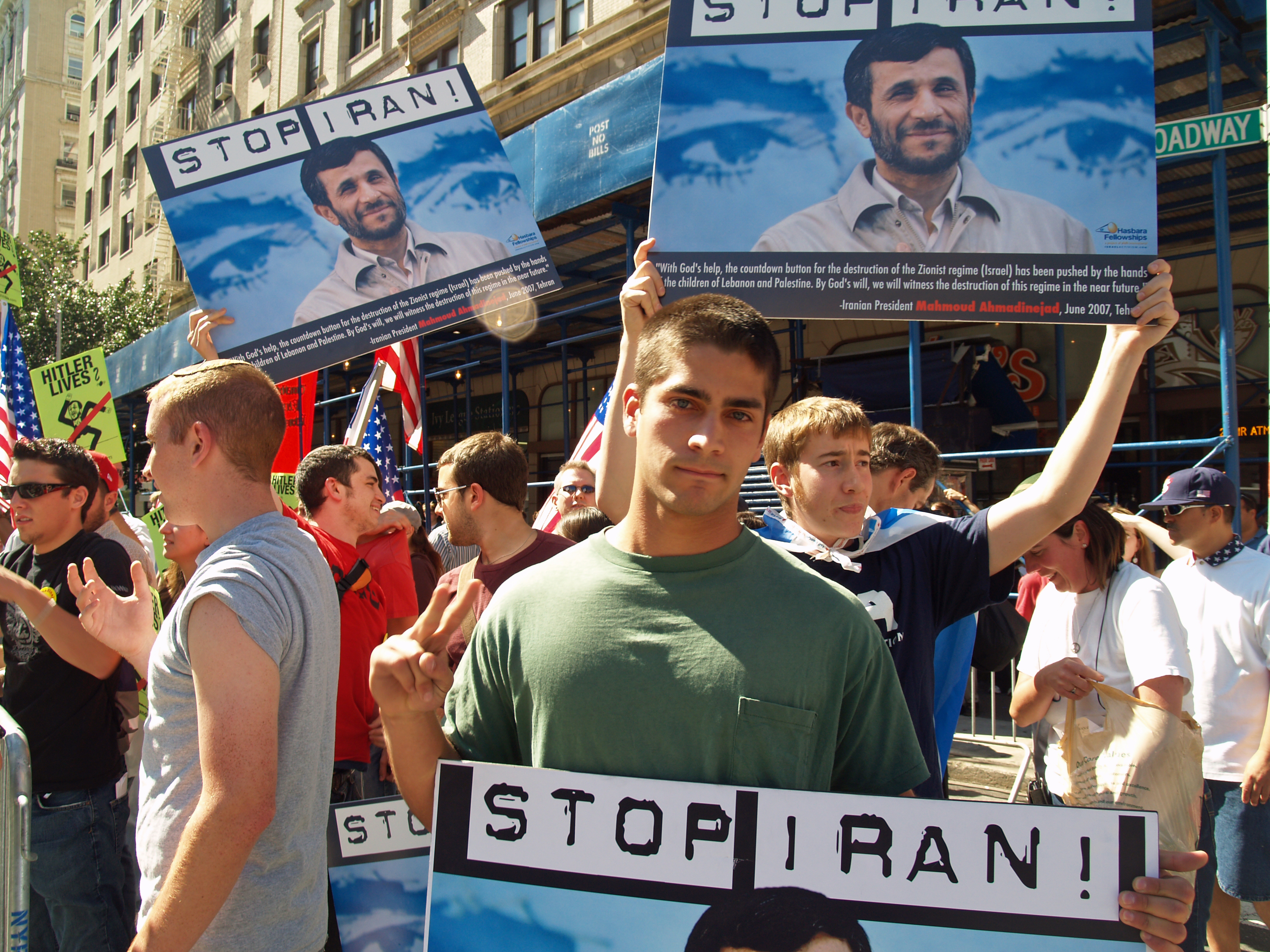
تظاهرات دانشجویان دانشگاه کلمبیا در اعتراض به سخنرانی احمدی‌نژاد در دانشگاه کلمبیا.

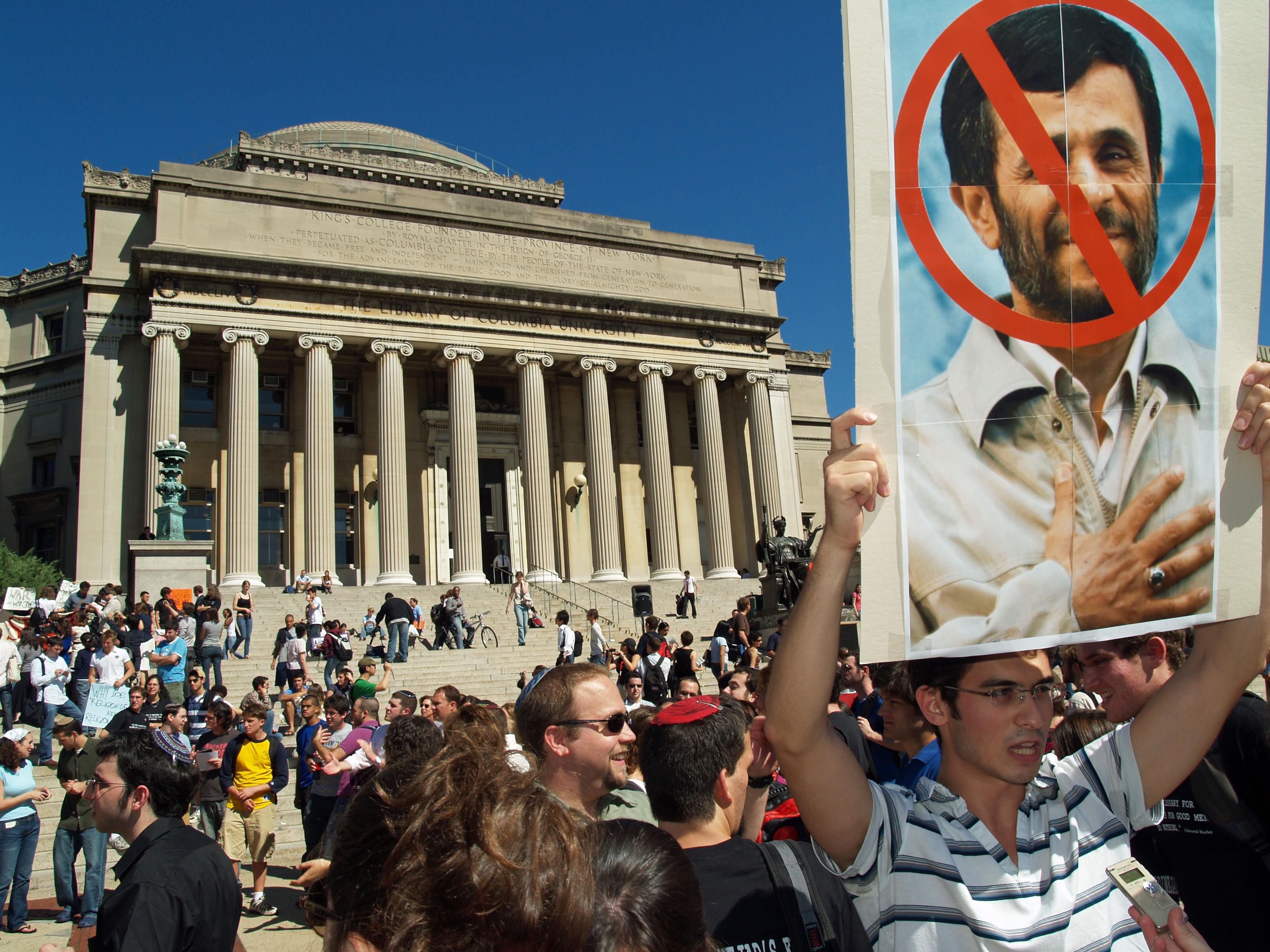
مخالفان حضور محمود احمدی‌نژاد در دانشگاه کلمبیا

با وجود تمام جنجال‌ها و اعتراضات برنامه سخنرانی محمود احمدی‌نژاد در دانشگاه کلمبیا برگزار شد.
مراسم با معرفی محمود احمدی‌نژاد، توسط رئیس دانشگاه کلمبیا آغاز شد. لی بولینجر رئیس دانشگاه کلمبیا، در سخنانی به شدت از وضعیت بهائیان، زنان، همجنس‌گرایان و نقض حقوق بشر در ایران و نیز از افکار و اقدامات شخص احمدی‌نژاد انتقاد کرد و وی را «دیکتاتور حقیر و سنگدل» خطاب کرد و گفت، «شما یا آشکارا قصد تحریک دارید یا اینکه به طرز شگفت‌آوری بی‌سواد هستید». که البته مشخص است که مورد دوم صحیح است! وی در ادامه سخنان خود، خواستار پاسخگویی محمود احمدی‌نژاد دربارهٔ وضعیت «وخیم» حقوق بشر در ایران شد. در واکنش به این موضوع فردای روز سخنرانی، برخی از رؤسای دانشگاه‌های دولتی ایران سخنان بالینگر را تقبیح کردند و آن را توهین به ایرانیان و تمدن ایران دانستند.
تعدادی از اساتید دانشگاه کلمبیا نیز به خاطر این اقدام رئیس دانشگاه کلمبیا، از هیئت ایرانی و محمود احمدی‌نژاد، عذرخواهی کردند.
احمدی‌نژاد انتقادات رئیس دانشگاه کلمبیا را اتهامات بی‌اساسی دانست که به گفته او احتمالاً تحت تأثیر تبلیغات رسانه‌ها بیان شده است و اعلام کرد قصد ندارد به این اتهامات پاسخ دهد و سخنانی را که از پیش قصد بیانشان را داشته، تنها بیان خواهد کرد.
محمود احمدی‌نژاد با تکرار سوالاتی که قبلاً در مورد «جرم بودن زیر سؤال بردن هولوکاست در اروپا» مطرح کرده بود، آن را مغایر با نفس «آزادی» دانست. وی همچنین با تکرار سخنان قبلی‌اش مبنی براینکه «چرا باید ملت فلسطین بهای هولوکاست را بپردازند، در حالی که هیچ نقشی در آن نداشته‌اند»، موجودیت کشور اسرائیل را زیر سؤال برد.
او همچنین گفتهٔ رئیس دانشگاه کلمبیا را مبنی بر این‌که دانشگاه کلمبیا از دههٔ ۱۹۳۰ میزبان بازماندگان واقع هولوکاست بوده است، دست‌مایهٔ طعنه قرار داد و گفت: «البته دوست عزیزی که اینجا بیانیه خواندند، سال ۱۹۳۰ را به عنوان واقعه بیان کردند، در حالی‌که واقعه آن‌طور که ادعا می‌کنند در جنگ دوم جهانی بود، جنگ دوم جهانی بعد از سال ۳۰ شروع شد، در دههٔ ۴۰ بود. همین نشان می‌دهد که اطلاعات ما اطلاعات درستی نیست».
محمود احمدی‌نژاد، در سخنان خود، بار دیگر واقعه هولوکاست (نسل‌کُشی جمعی یهودیان توسط آلمان نازی) را زیر سؤال برد و زندانی شدن برخی از انکارکنندگان اروپایی نسل‌کُشی یهودیان را که در این زمینه دست به انکار واقعه هولوکاست زده‌اند را مغایر با آزادی بیان دانست. وی همچنین حادثه تروریستی یازده سپتامبر در آمریکا را زیر سؤال برد. در طول سخنرانی محمود احمدی‌نژاد، دانشجویان دانشگاه کلمبیا در مواردی با کف زدن یا هو کشیدن به تشویق یا تمسخر او پرداختند.
او در پاسخ به سؤال یکی از دانشجویان که پرسیده بود «آیا دولت شما یا خود شما به دنبال نابودی اسرائیل به عنوان یک کشور یهودی هستید؟» گفت: «ما همه ملتها را دوست داریم، ما با تمامی یهودیان دوست هستیم با این حال ما باید به مردم فلسطین اجازه بدهیم تا خود برای آینده خود تصمیم بگیرند و به یهودیان فلسطین، مسلمانان فلسطین و مسیحیان فلسطین اجازه بدهیم تا خود ازطریق یک همه‌پرسی آزاد برای سرنوشت خود تصمیم بگیرند».
احمدی‌نژاد در پاسخ به سؤالی در مورد تضییع حقوق همجنس‌گرایان و زنان در ایران گفت: «در ایران همجنس‌گرا وجود ندارد و زنان نیز از آزادی کامل برخوردارند». اظهارات او دربارهٔ نفی وجود همجنس‌گرایان در ایران که از آنان با لفظ «همجنس باز» نام برد، با تمسخر و هو کشیدن حُضار روبرو شد.

### در حاشیه سخنرانی

#### موافقان
در این میان موافقان و نیز برخی گروه‌های اسلامی به او خوش‌آمد گفتند
گروه نویی کارتا و یهودیان ضد صهیونیسم که آرزوی نابودی اسرائیل را دارند، نیز با تظاهرات و نشان دادن پلاکاردهایی نشان‌گر این که صهیونیزم با یهودیت رابطه‌ای ندارد، سعی داشتند تا نظر خود در تقابل با گروه‌های تندرو را به گوش حاضران برسانند.

#### مخالفان
در حاشیه سخنرانی احمدی‌نژاد ده‌ها هزار نفر از مردم شهر نیویورک، که گروه‌های طرفدار موجودیت اسرائیل، گروه‌های مخالف نظام جمهوری اسلامی ایران و نیز گروه‌های ضد جنگ و طرفدار صلح در بین آن‌ها حضور داشتند، از طریق صفحهٔ نمایشی که در محوطه دانشگاه کلمبیا وجود داشت، برنامهٔ سخنرانی و پرسش و پاسخ را پیگیری می‌کردند. نیز مخالفان محمود احمدی‌نژاد در محوطهٔ دانشگاه و خیابان ۴۷ نیویورک به تظاهرات پرداختند.
همچنین تزیپی لیونی، وزیر خارجه اسرائیل با شکستن قوانین رایج دیپلماتیک، برای اولین بار در تاریخ اسرائیل در تظاهرات علیه رئیس دولت یک کشور دیگر شرکت کرد. وی در سخنرانی خود که در حضور هزاران تن از شرکت کنندگان در تظاهرات علیه ورود احمدی‌نژاد به نیویورک برگزار می‌شد، شدیداً به محمود احمدی‌نژاد و سیاست‌های ضد اسرائیلی وی حمله کرد.

### بازتاب سخنرانی
بلافاصله پس از پایان سخنرانی احمدی‌نژاد در دانشگاه کلمبیا، جان بولتون سفیر سابق آمریکا در سازمان ملل در گفتگو با فاکس‌نیوز، اظهار داشت که: «احمدی‌نژاد آنچه می‌خواست به دست‌آورد و آن حقانیت صحبت در یک دانشگاه معتبر و گرفتن پوشش گستردهٔ خبری بود. او صحبت‌های عصبانی‌کننده و غیرقابل قبول همیشگی را مطرح کرد و من فکر می‌کنم که در واقع با صحبت‌های اینچنینی وی، هیچ آمریکایی به ایران نخواهد رفت و این پیشامدی غمناک است».
برخی ایرانیان مقیم آمریکا اقدام رئیس دانشگاه کلمبیا را نادرست دانستند. تریتا پارسی رئیس شورای ملی ایران و آمریکا در واشینگتن فضای خصمانه ایجاد شده در دیدار احمدی‌نژاد را «بسیار زیانبخش» دانست. انجمن کلیمیان ایران نیز در بیانیه‌ای توهین به ریاست جمهوری ایران را محکوم کرد. در این بیانیه آمده است که «هر گونه آشوب و ایجاد تنش با دیدگاه‌های یهودیت نبوی همخوانی ندارد و یهودیان براساس تعالیم حضرت موسی اعتقاد دارند که باید در فضایی سالم، آرام و به دور از هر گونه تشنج به گفتگو نشست».
عطاالله مهاجرانی در وبلاگ شخصی خود نوشت: «در ماجرای سخنرانی احمدی‌نژاد در دانشگاه کلمبیا بازنده اصلی اسراییل بود. بخش عمده‌ای از مردم آمریکا در جریان مسایل جهانی نیستند. این سخنرانی به آن‌ها تفهیم می‌کند که ایران با اسراییل مشکل دارد، نه با آمریکا و مردم آمریکا.»
خبرگزاری ایرنا مدعی شد که دانشجویان و استادان دانشگاه کلمبیا در حال نوشتن و امضای طوماری در اعتراض به اظهارات رئیس این دانشگاه هستند که احتمالاً به دنبال گسترش موج اعتراضات به زودی استعفا خواهد کرد.
نیویورک سان نوشت: «لی بولینجر رئیس دانشگاه کلمبیا به قدری توهین‌آمیز صحبت کرد که دانشجویان دانشگاه کلمبیا به او معترض شدند».
ریچارد بتز استاد علوم سیاسی دانشگاه کلمبیا گفته است: «عجیب است که کسی را دعوت کنید و قبل از این که او شروع به سخنرانی کند، در قالب چنین جملاتی به او اعتراض کنید».
گری سیک از اساتید دانشگاه کلمبیا در پایگاه اطلاع‌رسانی گلف ۲۰۰۰نوشت: «سخنرانی بولینجر عمداً با لحن توهین‌آمیز نوشته شده بود که حتی در سطح متلک‌های بین دانشجویان در حیاط دانشگاه بود و امیدوارم که دانشجویان این درس را نگرفته باشند که باید در سیاست بین‌الملل این گونه رفتار کرد»
محمود احمدی‌نژاد سپس در آخر سفر خود به ایالات متحده با شبکه PBS آمریکا و با مصاحبه گر مشهور چارلی روز مصاحبه نمود که از تلویزیون سراسری آمریکا پخش شد.
مهدی کروبی طی سخنانی گفت: «باید بگویم چند دیپلمات ایرانی به خاطر ان موضوع ضمن ابراز تاسف به من گفتند که آن سخنان آبروی ما را برد. با این همه آقای رئیس جمهور می‌گویند که در ان ماجرا امام زمان (عج) مسئله را هدایت می‌کرد.»

## در نشست سالیانه سازمان ملل متحد
احمدی‌نژاد همچنین در اجلاس سالانه سازمان ملل متحد نیز سخنرانی نمود که عکس‌العمل‌های متفاوت داخلی و خارجی را در پی داشت. خود وی این سخنرانی و دیگر سخنرانی‌ها و دیدارهایش در این سفر را «موفقیتی بزرگ» برای ایران خواند و در اطلاعیه رسمی از مردم ایران خواست تا به جای مراسم استقبال از بازگشت وی با حضور در مساجد، حسینه‌ها و شرکت در نمازهای جمعه و جماعات به شکرانه این موفقیت بزرگ سجده شکر به درگاه ایزد منان بسائیم .

## در حاشیه سفر احمدی‌نژاد به نیویورک
- در تظاهراتی که در مقابل محل سخنرانی محمود احمدی‌نژاد در دانشگاه کلمبیا انجام می‌شد، پلاکاردی در دست خانواده یک قربانی ایرانی، عملیات تروریستی در شهر اورشلیم به نام شیرین نگاری قرار داشت که بازتاب آن در بسیاری از مطبوعات آمریکا و اسرائیل منتشر شد.[۳۷] در زیر عکس وی نوشته شده بود: «نام من شیرین نگاری است و من هم می‌خواهم در دانشگاه کلمبیا نطق کنم؛ ولی هنگامی که حکومت ایران به حماس پول داد تا اتوبوسی را که در آن بودم منفجر کند، من هم کشته شدم».